# Bou Craa
Koordinaten: 26° 19′ N, 12° 51′ W

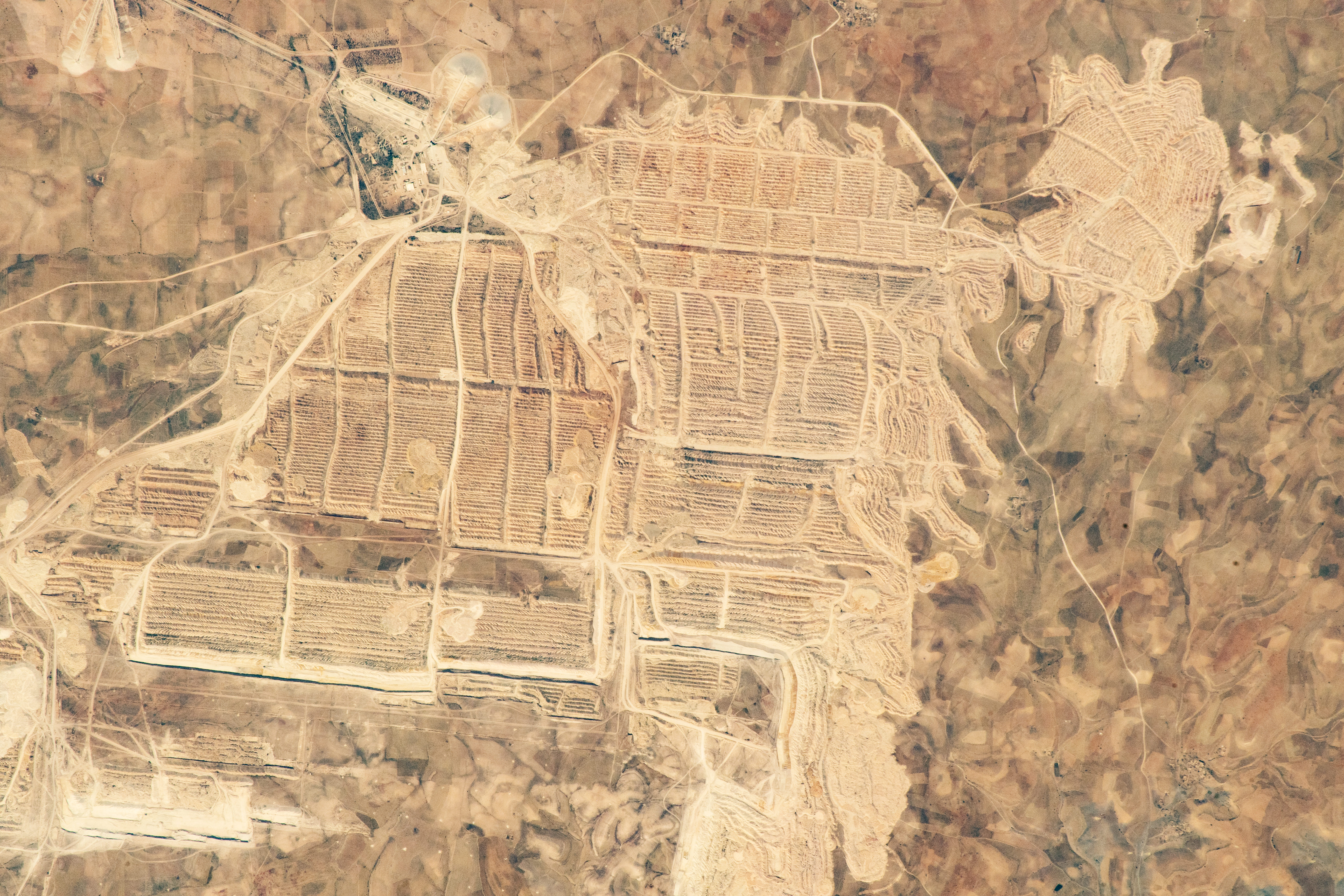
Luftbild der Phosphatmine 2018, aufgenommen von der ISS-Expedition 56

Bou Craa, (auch: Bu Craa, Boukraa), arabisch أبوكراع, DMG abū krāʿ mit der Bedeutung Vater des Fußes, ist ein Bergbauort mit 2519 Einwohnern (2004) im nördlichen Teil der Westsahara. Im zur Provinz Laâyoune gehörenden Ort befindet sich die weltgrößte Lagerstätte von Phosphat.
Bou Craa liegt 100 Kilometer südöstlich von El Aaiún. Wirtschaftlich dominiert im Ort der Phosphatabbau. Das Phosphat wird über das weltweit längste Förderband über 100 Kilometer nach El Aaiun an die Küste des Atlantiks transportiert.
Die Phosphatvorkommen der Region wurden 1947 zufällig entdeckt, als der spanische Geologe Manuel Alia Medina Gesteinsproben auswertete, um das Alter von Hammada-Formationen zu datieren. Nachdem er einen 27-prozentigen Phosphatanteil gefunden hatte, wurde er mit der weiteren Untersuchung beauftragt. In einem in El Aaiun eingerichteten Labor analysierte er Proben mit 50–60 Prozent Phosphat, einen für den Abbau lohnenden Gehalt. 1962 wurde das Unternehmen Empresa Nacional Minera del Sáhara SA (ENMINSA) gegründet, das die Phosphatvorkommen von Bou Craa auf bis zu 2000 Millionen Tonnen innerhalb einer Fläche von 1200 Quadratkilometern schätzte. Für die gesamte Region wurde die fünffache Menge geschätzt.
Ende 1972 beschäftigte der mittlerweile unter der Beteiligung von amerikanischen, französischen und deutschen Firmen operierende Konzern 1272 Arbeiter. Im Ort selbst lebten 500 Einwohner. Die Produktion betrug ab 1972 mit der Inbetriebnahme moderner Anlagen 2 bis 3 Millionen Tonnen pro Jahr.
Wie weite Teile der Westsahara ist auch Bou Craa von Marokko besetzt. Während der militärischen Phase des Westsaharakonflikts ab 1976 wurde das Förderband häufig von Truppen der westsaharischen Befreiungsorganisation POLISARIO angegriffen.
In Bou Craa befinden sich eine Moschee, ein Laden, sowie ein Verwaltungsgebäude.